# Torsten Hemberg
Nils Emil Torsten Hemberg, född 18 februari 1915 i Stockholm, död 20 oktober 1999 i Vaxholm, var en svensk botaniker.
Torsten Hemberg blev 1959 professor i botanik, särskilt fysiologi, vid Stockholms universitet. Han blev ledamot av Vetenskapsakademien 1973 och av Fysiografiska sällskapet i Lund 1974.
Han var son till direktör Sven Emil Hemberg och hans andra hustru Elin, ogift Jakobsson, samt halvbror till Bengt Hemberg.